# Ácido clorobenzenossulfônico
| Ácido clorobenzenossulfônico |                                                                  |                                                                  |                                                                  |
| Nome                         | Ácido 2-clorobenzenossulfônico                                   | Ácido 3-clorobenzenossulfônico                                   | Ácido 4-clorobenzenossulfônico                                   |
| Outros nomes                 | Ácido o-clorobenzenossulfônico Ácido orto-clorobenzenossulfônico | Ácido m-clorobenzenossulfônico Ácido meta-clorobenzenossulfônico | Ácido p-clorobenzenossulfônico Ácido para-clorobenzenossulfônico |
| Fórmula estrutural           |                                                                  |                                                                  |                                                                  |
| Número CAS                   | 27886-58-4                                                       | 20677-52-5                                                       | 98-66-8 5138-90-9 (Sal de sódio)                                 |
| PubChem                      | 13531453                                                         | 10997869                                                         | 7400                                                             |
| Fórmula química              | C6H5ClSO3                                                        | C6H5ClSO3                                                        | C6H5ClSO3                                                        |
| Massa molar                  | 192,62 g·mol−1                                                   | 192,62 g·mol−1                                                   | 192,62 g·mol−1                                                   |
| Estados físicos da matéria   | sólido                                                           | sólido                                                           | sólido                                                           |
| Descrição                    |                                                                  |                                                                  | pó bege a cinzento                                               |
| Ponto de fusão               |                                                                  |                                                                  | 102 °C                                                           |

Os ácidos clorobenzenossulfônicos formam em química de um grupo de substâncias, compostos orgânicos, que são derivados tanto do ácido benzenossulfônico como do clorobenzeno.